# Wedding
Wedding, Berlin-Wedding – dzielnica (Ortsteil) w środkowo-zachodniej części Berlina w okręgu administracyjnym Mitte. Od 1 stycznia 1861 w granicach miasta.

## Historia
W czasie podziału Berlina na sektory po II wojnie światowej Wedding należał do sektora francuskiego. Obecnie, po reformie administracyjnej z dnia 1 stycznia 2001 r., stracił on status samodzielnego okręgu administracyjnego i stał się częścią okręgu administracyjnego Mitte. Ponieważ koszty najmu lokali w Weddingu są niższe niż w większości innych dzielnic, mieszka tu wielu ludzi o niskich dochodach, imigrantów, studentów, a także młodych artystów. Według szacunków odsetek cudzoziemców w Weddingu wynosił w 2011 r. ok. 30%.

## Ważne miejsca
- Leopoldplatz (pot. Leo) – podłużny plac o powierzchni ok. 45 000 m². Znajdują się tu dwa kościoły: Alte Nazarethkirche i Neue Nazarethkirche. Krzyżują się tu linie metra U6 i U9
- Nettelbeckplatz(inne języki) – znajduje się tu stacja metra i S-Bahn Wedding
- Park Schillera – powstał w latach 1909–1913, poszerzony w latach 1955–1957. Zajmuje powierzchnię ok. 29,4 ha
- Volkspark Rehberge(inne języki) – park o powierzchni ok. 70 ha. Znajduje się tu stadion klubu piłkarskiego BSC Rehberge
- Park Goethego – park przylegający do Volkspark Rehberge

## Transport

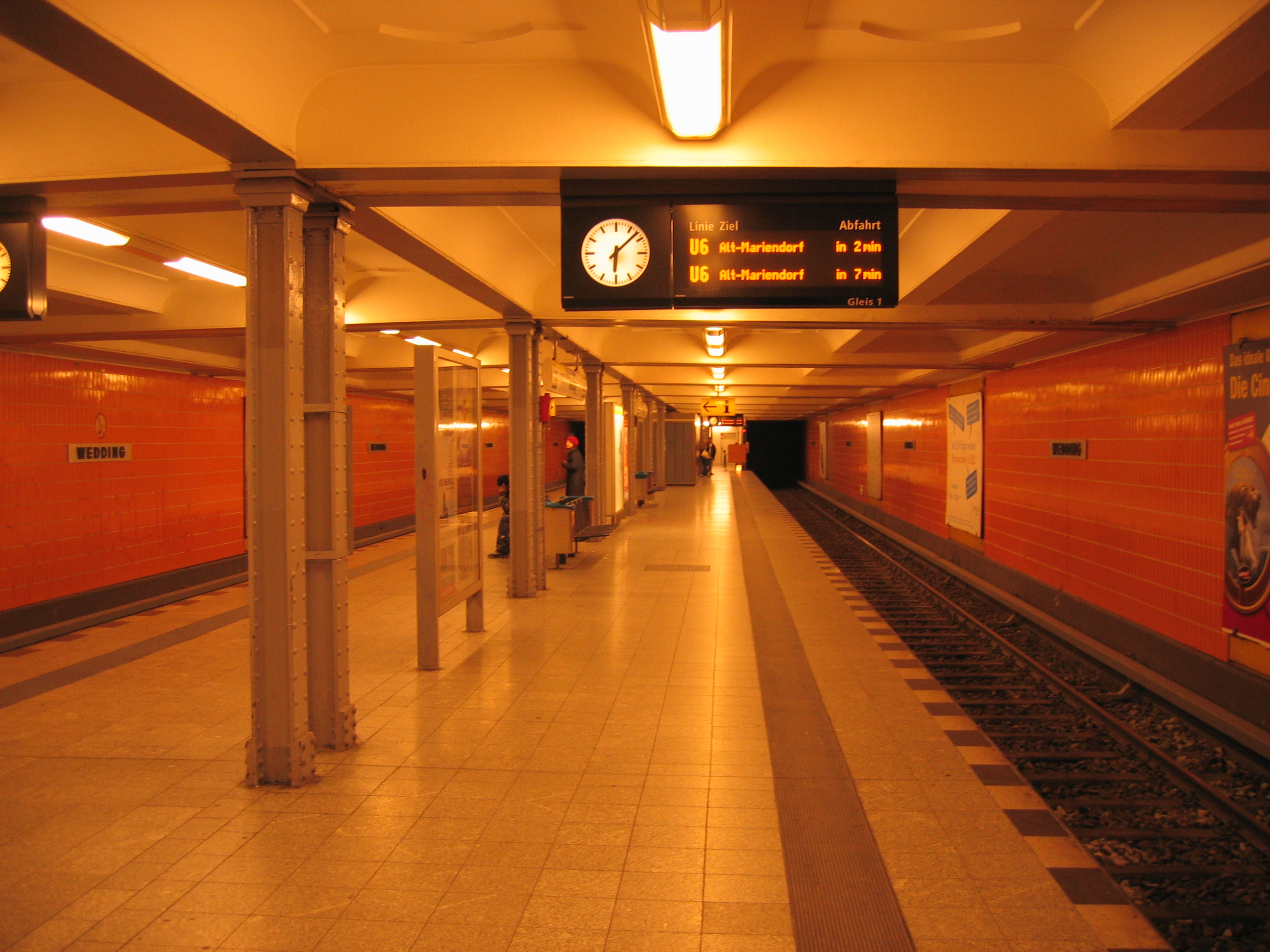
Stacja metra Wedding

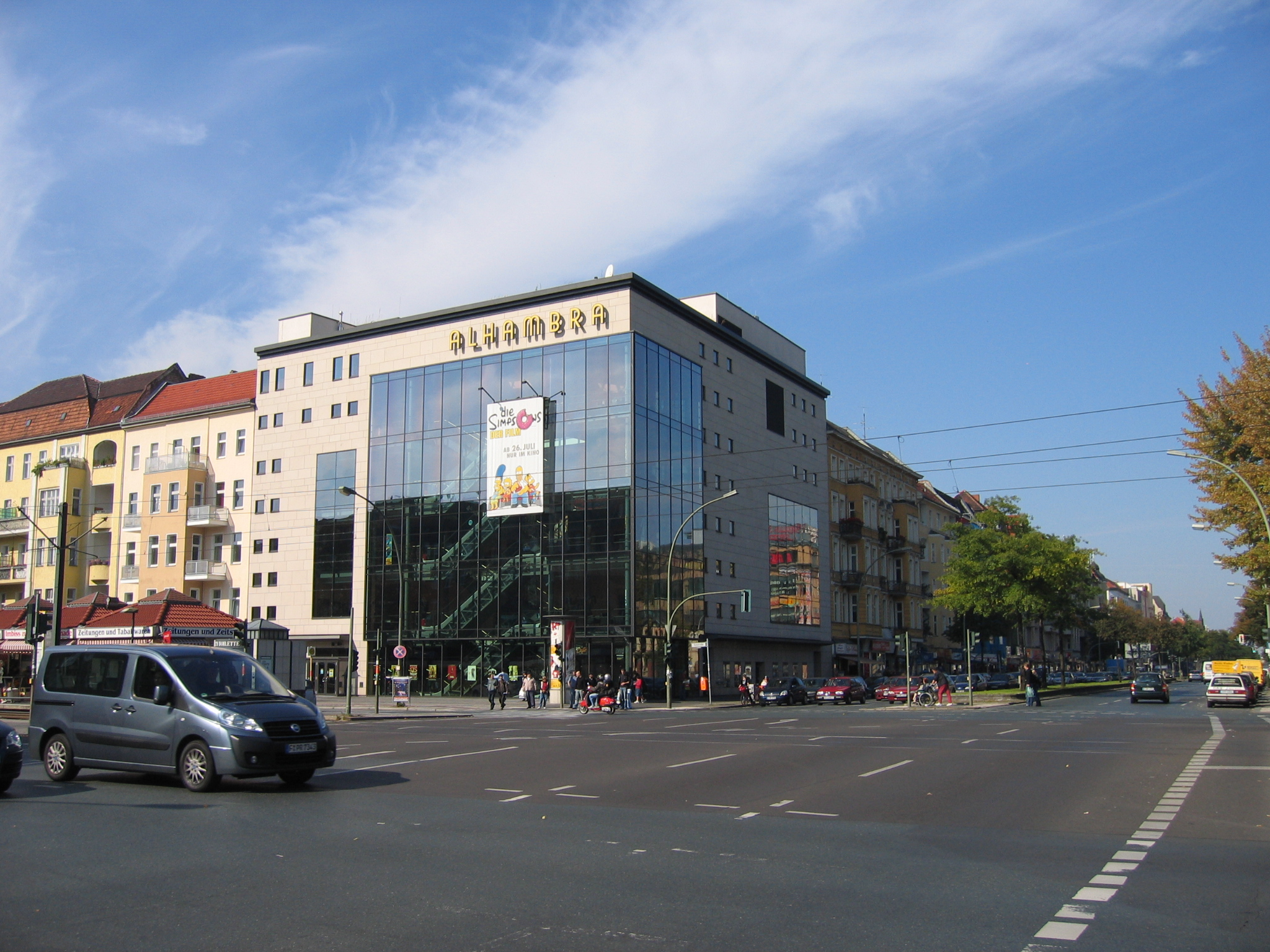
Kino Alhambra na skrzyżowaniu ulic Müllerstraße i Seestraße

W Weddingu można poruszać się następującymi środkami publicznego transportu:
S-Bahn
- Ringbahn Südkreuz ↔ Westkreuz ↔ Gesundbrunnen ↔ Ostkreuz ↔ Südkreuz ze stacją kolejową Berlin-Wedding.

Metro
- U6 Alt-Tegel ↔ Alt-Mariendorf z następującymi stacjami: Afrikanische Straße, Rehberge, Seestraße, Leopoldplatz, Wedding i Reinickendorfer Straße
- U9 Osloer Straße ↔ Berlin Rathaus Steglitz z następującymi stacjami: Nauener Platz, Leopoldplatz i Amrumer Straße

Autobus
- M27 Berlin Jungfernheide ↔ Pankow
- 106 Seestraße ↔ Dominicustr. (przez Südkreuz)
- 120 Hauptbahnhof ↔ Berlin-Wittenau (Wilhelmsruher Damm)
- 128 Osloer Straße ↔ Port lotniczy Berlin-Tegel
- 147 Leopoldplatz ↔ Puschkinallee/Elsenstraße (przez Berlin Hauptbahnhof)
- 221 Leopoldplatz↔ Bernshausener Ring (Märkisches Viertel)
- 247 Leopoldplatz ↔ Nordbahnhof
- 327 Leopoldplatz ↔ Schönholz

Tramwaj
- M13 Virchow-Klinikum ↔ Berlin Warschauer Straße
- 50 Virchow-Klinikum ↔ Guyotstraße (Französisch Buchholz)

## Polityka

### Burmistrzowie
- Carl Leid (SPD) – od 1921 do 1933
- Rudolph Sutthof-Groß (NSDAP) – od 1933 do 1945
- Schroeder – od kwietnia 1945 do maja 1945
- Hans Scigalla (KPD/SED) – od maja 1945 do października 1946
- Walter Röber (SPD) – od grudnia 1946 do 1956
- Helmut Mattis (SPD) – od 1956 do 1970
- Horst Bowitz (SPD) – od 1970 do 1981
- Erika Heß (SPD) – od 1981 do 1986
- Jörg-Otto Spiller – od (SPD) 1986 do 1994
- Hans Nisblé (SPD) – od 1994 do 2000